# خوان بائوتیستا ارناندس پرس
خوان بائوتیستا ارناندس پرس (انگلیسی: Juan Bautista Hernández Pérez؛ زادهٔ ۲۴ دسامبر ۱۹۶۲) بوکسور اهل کوبا بود.
وی در مسابقات کشوری و بین‌المللی در مجموع برندهٔ ۱ مدال طلا شده‌است.